# Широкохвостая шипоклювка
Широкохвостая шипоклювка (лат. Acanthiza apicalis) — вид воробьинообразных птиц из семейства шипоклювковых (Acanthizidae). Выделяют четыре подвида. Эндемик Австралии. Птица длиной 9—11 см, и массой около 7 грамм. Внешне самка и самец похожи, но самец чуть больше самки.